# Epinephelides armatus
Epinephelides armatus là một loài cá thuộc họ Serranidae. Nó là loài đặc hữu của Úc. Các môi trường sống tự nhiên của chúng là biển mở, biển nông, mặt nước bán thủy triều và các rạn san hô.